# Domino Tommaselli
La Domino Tommaselli è un'azienda italiana, con sede a Sirtori, specializzata nella progettazione e costruzione di componenti per moto, ciclomotori e macchine agricole.

## Storia
L'azienda venne fondata nel 1951 a Sirtori nel cuore della Brianza, dal Cavalier Rino Bertini coadiuvato dalla moglie Cav. Alma Cazzaniga, che diedero vita a quella che negli anni successivi sarebbe diventata un marchio significativo nel mondo della componentistica per Motoveicoli.
Domino S.p.A. nacque infatti come azienda specializzata nella progettazione e nella costruzione di portaleve per freni e frizioni, comandi gas, manopole, per moto, ciclomotori, scooter, macchine agricole e mezzi di trasporto nel settore della movimentazione industriale, destinati al mercato del primo equipaggiamento.
Agli inizi degli anni settanta entrano in azienda anche i figli dei fondatori, Marco, Paolo ed il nipote Tino.
La società gestisce oggi anche il post vendita dei marchi Domino e Tommaselli; gli impianti di produzione occupano una superficie coperta di 2.500 m².

### Marchi collegati
Nel 1991 la famiglia Bertini acquisì il marchio Tommaselli, nato a Torino nel 1930, produttore di manubri d'acciaio e alluminio e semimanubri.
Nel 1999 fu fondata la controllata Cadore, specializzata nello stampaggio della materia plastica e la fabbricazione di dispositivi elettrici, avviando la progettazione e la produzione di strumentazioni integrate nei manubri.

## Prodotti
La gamma di prodotti conta:
- Comandi gas
- Acceleratori elettrici / elettronici
- Comandi portaleva freno / frizione
- Manopole
- Manubri – Semimanubri
- Quickshifter